# Pieśni postne
Pieśni postne – drugi album Antoniny Krzysztoń wydany w 1992 roku. Znajdują się tutaj tradycyjne pieśni postne. 

## Lista utworów
1. "Gorzkie żale – Pobudka" - sł. i muz. tradycyjna
2. "Ogrodzie Oliwny" - sł. i muz. tradycyjna
3. "Lament duszy" - sł. i muz. tradycyjna
4. "Krzyżu Święty" - sł. i muz. tradycyjna
5. "Łado - Utwór Instrumentalny" - komp. Jerzy Słomiński
6. "Króla wznoszą się ramiona" - sł. i muz. tradycyjna
7. "Ty, któryś gorzko na krzyżu umierał" - sł. i muz. tradycyjna
8. "Bolejąca matka (za Siostrami Niepokalankami z Szymanowa)"
9. "Gorzkie żale - smutna rozmowa duszy" - sł. i muz. tradycyjna
10. "Kto jest sługą Matki Świętej (za Siostrami Franciszkanami z Lasek)"
11. "Już cię Żegnam" - sł. i muz. tradycyjna
12. "Jezu Chryste, Panie miły" - sł. i muz. tradycyjna
13. "Lament" komp. Antonina Krzysztoń
14. "Suplement: Alleluja"